# Karel Adriaan Maria de van der Schueren
Karel Adriaan Maria ridder de van der Schueren (Nijmegen, 9 juli 1868 – Bemmel, 15 september 1930) was een Nederlands burgemeester.

## Familie
De van der Schueren was een zoon van griffier Johannes Baptista Josephus Nicolaus ridder de van der Schueren en Maria Theresia van Rijckevorsel. Hij trouwde in 1897 met Josephina Wernara Aloysia Maria Vos de Wael, lid van de familie De Wael en dochter van Gerhardus Antonius Vos de Wael. Uit dit huwelijk werden acht kinderen geboren, onder wie Johannes Baptista Gerardus Maria de van der Schueren, die na de Tweede Wereldoorlog commissaris van de Koningin in Overijssel werd.

## Loopbaan
De van der Schueren werd in 1898 benoemd tot burgemeester van Waalwijk. In 1907 volgde zijn benoeming in Bemmel. Hij werd daarnaast lid van de Provinciale Staten van Gelderland.
Hij was actief in het Roomse gemeenschapsleven. Hij was regent van het Liduinagesticht te Bemmel, ridder in de Orde van Malta, lid van de Derde Orde van de h. Franciscus en lid van de Hospitalité Notre-Dame de Lourdes. 
De van der Schueren overleed in 1930 op 62-jarige leeftijd en werd begraven op het kerkhof bij de Donatuskerk in Bemmel.